# Ueli Egger
Ueli Egger (* 30. Mai 1958 in Grindelwald; heimatberechtigt in Hilterfingen; bürgerlich Ulrich Egger) ist ein Schweizer Politiker (SP).

## Leben
Ueli Egger besuchte von 1973 bis 1978 das Lehrerseminar Muristalden (heute: Campus Muristalden) in Bern und arbeitete anschliessend von 1978 bis 1983 als Primarlehrer in Frutigen. Von 1983 bis 1988 arbeitete er als Schneesportlehrer in Grindelwald und übernahm gleichzeitig verschiedene Stellvertretungen als Primarlehrer. Von 1985 bis 1988 absolvierte Egger das Sekundarlehramt in Bern und unterrichtet seither als Sekundarlehrer Sprachen und Sport im Schulverband Hilterfingen. Egger ist verheiratet und lebt in Hünibach.

## Politik
Egger war acht Jahre Gemeinderat und Gemeindepräsident von Hilterfingen. 2017 rutschte er nach dem Rücktritt von Patric Bernd in den Grossen Rat des Kantons Bern nach. 2018 und 2022 wurde Egger wiedergewählt. Er war von 2017 bis 2021 Mitglied der Geschäftsprüfungskommission und ist seit 2021 Mitglied der Finanzkommission. Per Ende Mai 2025 trat er zurück, Alice Kropf rückte für ihn nach.
Ueli Egger ist seit 2017 Präsident der SP Hilterfingen-Hünibach und Co-Präsident der SP Kanton Bern. Er ist Vorstandsmitglied der Vereinigung Cerebral Bern und des Fördervereins Radio BEO.